# Туристичка организација општине Књажевац
| Туристичка организација општине Књажевац |                                   |
|                                          |                                   |
| Оснивач:                                 | Општина Књажевац                  |
| Седиште:                                 | Књаза Милоша 37, Књажевац, Србија |
| Директор:                                | Јелена Кинђер                     |
| Контакт                                  | 019/735 230                       |
| Веб презентација                         |                                   |

Туристичка организација општине Књажевац је једна од општинских јавних установа, основана 2002. године Одлуком Скупштине општине, са циљем да промовише и унапређује туристичке вредности општине Kњажевац, с обзиром да је туризам битна претпоставка развоја целе општине.
Редовним функционисањем Туристичка организација се бави промоцијом, доприноси подизању квалитета туристичке понуде, стварању атрактивног туристичког амбијента, све у циљу унапређења туризма, развијања туристичке свести, туристичке културе и одрживог коришћења расположивих ресураса, како би допринела економском развоју општине Kњажевац. Делокруг пословања Туристичке организације обухвата и сајамске наступе, израду промотивних штампаних и електронских материјала, промоцију путем интернета, организацију и учешће у организацији бројних манифестација, које промовишу традицију, здраву храну, спорт.
Седиште Туристичке организација општине Kњажевац налази се на адреси Kњаза Милоша 37, у Kњажевцу. У склопу Инфо центра у Kњажевцу, постоји и сувенирница. Такође, Туристичка организација управља и Инфо центрима у селу Доња Kаменица као и у селу Балта Бериловац.
О томе, да своју делатност обавља на ваљан начин, сведоче бројна признања. Туристичка организација је добитник великог броја награда на Фестивалима туристичких публикација у Kрушевцу и Лесковцу, престижног признања „Туристички цвет” и многих других. Може се похвалити и титулом „Изузетна дестинација Европе”, коју је Kњажевац понео победом на првом ЕДЕН конкурсу 2014. године.

## Манифестације
- Фестивал културе младих Србије
- Звуци трубе са Тимока
- Молитва под Миџором
- Сабор на Панаџур
- Сабор на Kадибогазу
- Дани јоргована
- Стазама Старе планине
- Традицијом у Европу
- Шипуријада
- Дани вишње
- Дани ораха - Свекрвино око